# Kalamb
Kalamb là một thành phố và là nơi đặt hội đồng đô thị (municipal council) của quận Osmanabad thuộc bang Maharashtra, Ấn Độ.

## Địa lý
Kalamb có vị trí 19°03′B 73°57′Đ / 19,05°B 73,95°Đ Nó có độ cao trung bình là 628 mét (2060 feet).

## Nhân khẩu
Theo điều tra dân số năm 2001 của Ấn Độ, Kalamb có dân số 23.016 người. Phái nam chiếm 52% tổng số dân và phái nữ chiếm 48%. Kalamb có tỷ lệ 71% biết đọc biết viết, cao hơn tỷ lệ trung bình toàn quốc là 59,5%: tỷ lệ cho phái nam là 78%, và tỷ lệ cho phái nữ là 62%. Tại Kalamb, 15% dân số nhỏ hơn 6 tuổi.